# Соловьёв, Николай Алексеевич (актёр)
Никола́й Алексе́евич Соловьёв (7 марта 1960, р.п. Сузун, Новосибирская область, РСФСР) — российский актёр театра и кино, режиссёр, музыкант, Заслуженный артист Российской Федерации (2006).

## Биография
Родился в рабочем посёлке Сузун Новосибирской области. Учился в школе в Норильске. Срочную службу в Советской армии проходил с 1980 по 1982 годы в Новосибирске.
В 1985 году окончил Новосибирское театральное училище, после чего в 1985—1987 годах был актёром Норильского театра драмы им. Владимира Маяковского.
С 1987 года вместе с Сергеем Афанасьевым принимал участие в создании Новосибирского городского драматического театра, в котором стал актёром и режиссёром (1987—2015 и с 2020 года).
В 1998—2003 годах — вокалист, гитарист и автор песен новосибирской рок-группы «Вангоги».
В 2009 году окончил факультет кинодраматургии Всероссийского государственного института кинематографии (ВГИК).
В 2015—2020 годах жил и работал в Москве и Санкт-Петербурге: был актёром театра «На Литейном», снимался в кино, гастролировал с концертной программой из песен Владимира Высоцкого. В 2020 году вернулся в Новосибирск. 
По состоянию на 2025 год является актёром Новосибирского городского драматического театра под руководством Сергея Афанасьева, руководителем и актёром театра «Б.А.Р.» (г. Новосибирск).
Женат, имеет детей и внуков.

## Работы в театре
- Новосибирский городской драматический театр под руководством Сергея Афанасьева:

| Год  | Автор                           | Название                                            | Актёр | Режиссёр | Роль                               |
| ---- | ------------------------------- | --------------------------------------------------- | ----- | -------- | ---------------------------------- |
| 1988 | Даниил Хармс                    | Неудавшийся спектакль                               | ✔️    | ✔️       | Он                                 |
| 1988 | Александр Галин                 | Звезды на утреннем небе                             | ✔️    |          | Александр                          |
| 1988 | Софья Прокофьева, Генрих Сапгир | Кот в сапогах                                       | ✔️    |          | Людоед / Король                    |
| 1989 | Тадеуш Ружевич                  | Картотека                                           | ✔️    |          | Герой                              |
| 1990 | Александр Володин               | Мать Иисуса                                         | ✔️    |          | Римлянин                           |
| 1990 | Владимир Зазубрин               | Щепка                                               | ✔️    |          | Срубов                             |
| 1991 | Н. Ричард Нэш                   | Продавец дождя                                      | ✔️    |          | Карри                              |
| 1993 | Антон Чехов                     | Чайка                                               | ✔️    |          | Дорн                               |
| 1993 | Юджин О’Нил                     | Игра без потолка                                    | ✔️    |          | Портье                             |
| 1993 | Антон Чехов                     | Пессимистическая комедия (по рассказу «Палата № 6») | ✔️    | ✔️       | Иван Дмитриевич / Городской голова |
| 1994 | Лев Толстой                     | Плоды просвещения                                   | ✔️    |          | Профессор / Камердинер             |
| 1994 | Николай Гумилёв                 | Отравленная туника                                  | ✔️    |          | Имр / Гимнотворец                  |
| 1994 | Уильям Шекспир                  | Сны Гамлета (по трагедии «Гамлет»)                  | ✔️    |          | Клавдий / Призрак                  |
| 1994 | Василий Шукшин                  | Вечный двигатель                                    |       | ✔️       |                                    |
| 1995 | Фридрих Дюрренматт              | Визит старой дамы                                   | ✔️    |          | Бургомистр                         |
| 1995 | Фернан Кроммелинк               | Великолепный рогоносец                              | ✔️    |          | Музыкант / Житель деревни          |
| 1996 | Жан-Батист Мольер               | Плутни Скапена                                      | ✔️    |          | Скапен                             |
| 1996 | Александр Вампилов              | Утиная охота                                        | ✔️    |          | Зилов                              |
| 1996 | Антон Чехов                     | Дядя Ваня                                           | ✔️    |          | Телегин                            |
| 1996 | Игорь Муренко                   | Шутки в глухомани                                   | ✔️    |          | Николай Петрович                   |
| 1996 | Николай Гоголь                  | Вий                                                 |       | ✔️       |                                    |
| 1997 | Григорий Горин                  | Тот самый Мюнхгаузен                                | ✔️    |          | Пастор                             |
| 1997 | Надежда Птушкина                | Овечка                                              | ✔️    |          | Иаков                              |
| 1998 | Владимир Гуркин                 | Прибайкальская кадриль                              |       | ✔️       |                                    |
| 2000 | Морис Метерлинк                 | Чудо святого Антония                                | ✔️    |          | Доктор                             |
| 2000 | Максим Горький                  | На дне                                              | ✔️    |          | Клещ                               |
| 2001 | Михаил Зуев                     | Зелёная зона                                        | ✔️    |          | Максим Корнеев                     |
| 2002 | Евгений Гришковец               | Город                                               |       | ✔️       |                                    |
| 2002 | Джеймс Тёрбер                   | Белая лань                                          | ✔️    |          | Шут                                |
| 2002 | Василий Шукшин                  | До третьих петухов                                  | ✔️    |          | Змей Горыныч                       |
| 2003 | Александр Володин               | Пять вечеров                                        | ✔️    |          | Ильин                              |
| 2004 | Антон Чехов                     | Иванов                                              | ✔️    |          | Боркин                             |
| 2005 | Александр Островский            | Волки и овцы                                        | ✔️    |          | Беркутов                           |
| 2005 | Максим Курочкин                 | Цуриков (Трансфер)                                  | ✔️    |          | Отец                               |
| 2005 | Виктор Славкин                  | Взрослая дочь молодого человека                     | ✔️    |          | Куприянов / Прокопьев              |
| 2006 | Александр Володин               | С любимыми не расставайтесь                         | ✔️    |          | Никулин / Шумилов                  |
| 2011 | Астрид Линдгрен                 | Пеппи Длинный Чулок                                 | ✔️    |          | Папа Эфроим                        |
| 2011 | Михаил Рощин                    | Спешите делать добро                                | ✔️    |          | Мякишев                            |
| 2011 | Торнтон Уайлдер                 | Наш городок                                         | ✔️    |          | Мистер Гиббс                       |
| 2012 | Павел Финн                      | Маша и Витя против «Диких гитар»                    | ✔️    |          | Кощей                              |
| 2016 | Габриеля Запольская             | Мораль пани Дульской                                | ✔️    |          | Пан Дульский                       |
| 2017 | Антон Чехов                     | Вишнёвый сад                                        | ✔️    |          | Фирс                               |
| 2020 | Александр Галин                 | Три невесты старика Чмутина (по пьесе «Ретро»)      | ✔️    |          | Чмутин                             |
| 2022 | Виктор Розов                    | Затейник                                            | ✔️    |          | Алексей Селищев                    |
| 2022 | Лев Толстой                     | «Анна» и «Левин» (по роману «Анна Каренина»)        | ✔️    |          | Лев Толстой                        |

- Новосибирский городской академический театр «Красный факел»:

| Год  | Автор                          | Название                    | Роль               |
| ---- | ------------------------------ | --------------------------- | ------------------ |
| 2014 | Сергей Довлатов                | Довлатов. Анекдоты          | Замполит Хуриев    |
| 2015 | Ярослава Пулинович             | Жанна                       | Василий Аркадьевич |
| 2016 | Даниель Наварро, Патрик Одекер | Чай с мятой или с лимоном?  | Ришар              |
| 2017 | Михаил Хейфец                  | Спасти камер-юнкера Пушкина | Питунин            |

- Санкт-Петербургский театр «На Литейном»:

| Год  | Автор             | Название                    | Роль             |
| ---- | ----------------- | --------------------------- | ---------------- |
| 2017 | Александр Володин | С любимыми не расставайтесь | Миронов          |
| 2017 | Григорий Горин    | Поминальная молитва         | Степан           |
| 2019 | Григорий Горин    | Тот самый Мюнхгаузен        | Барон Мюнхгаузен |

- Театр «Б.А.Р.»:

| Год  | Автор            | Название                                         | Роль                 |
| ---- | ---------------- | ------------------------------------------------ | -------------------- |
| 2023 | Венедикт Ерофеев | Москва — Петушки                                 | Митрич               |
| 2024 | Сергей Довлатов  | Багаж (по рассказам из цикла «Чемодан»)          | Чурилин / Шлиппенбах |
| 2025 | Виктор Пелевин   | Бублик от Пустоты (по роману «Чапаев и Пустота») | Чапаев               |

- Другие театральные коллективы:

| Год  | Автор                             | Название               | Театр        | Актёр | Режиссёр | Роль      |
| ---- | --------------------------------- | ---------------------- | ------------ | ----- | -------- | --------- |
| 2012 | Максим Дунаевский                 | Алые паруса (мюзикл)   | Глобус       | ✔️    |          | Лонгрен   |
| 2014 | Евгений Загот, Константин Арсенев | Робин Гуд (мюзикл)     | Глобус       | ✔️    |          | Шериф     |
| 2019 | Игорь Носовский                   | Остаться нельзя уехать | Первый театр |       | ✔️       |           |
| 2023 | Василий Шукшин                    | Глоток свежего воздуха | 13-й трамвай | ✔️    |          | Киноактёр |

## Фильмография
| Год  |     | Название                       | Роль                 |
| ---- | --- | ------------------------------ | -------------------- |
| 1991 | ф   | Стерва                         | Семён                |
| 2005 | ф   | Время собирать камни           | Военком              |
| 2015 | с   | Высокие ставки                 | Самоход              |
| 2015 | с   | Шеф-3. Новая жизнь             | Подполковник Матвеев |
| 2015 | с   | Погоня за прошлым              | Викентий Демьянович  |
| 2017 | кор | Свято                          | Спецназовец          |
| 2017 | ф   | Гайлер                         | Арзо                 |
| 2017 | с   | Высокие ставки – 2. Реванш     | Самоход              |
| 2019 | с   | Пять минут тишины. Возвращение | Дедушка              |
| 2020 | с   | Великолепная пятёрка           | Мельников            |
| 2023 | кор | Утро или утро                  | Виктор, отец Насти   |

## Награды и премии
- Заслуженный артист Российской Федерации (2006)[20].
- Лауреат Всероссийского фестиваля им. Веры Редлих в номинации «Лучшая мужская роль» (1994).
- Лауреат театральной премии «Сибирский транзит» (2004)[21].
- Четырёхкратный лауреат Новосибирской профессиональной театральной премии «Парадиз» в номинации «Лучшая мужская роль» (1996, 1997, 2004, 2005).

## Критика и отзывы
Театральный критик Татьяна Шах-Азизова о роли Ильина (А. М. Володин, «Пять вечеров») в исполнении Н. А. Соловьева:

…Суть — в отношениях этих людей, сыгранных ансамблево, точно, узнаваемых для тех, кто застал их время. И более всего — в Ильине (Николай Соловьев) с его глубоко скрытой тайной. В этом загадочном человеке ощутима мужская сила и воля, и драматический слом судьбы, и постоянное напряжение души… Торжество русской психологической школы в эпоху ТВ, которое ей не мешает.

Историк театра Яна Глембоцкая о режиссёрском дебюте Н. А. Соловьёва:

Если актёр [театра Афанасьева] хотел поставить спектакль – такая возможность ему предоставлялась. Одним из самых удачных опытов такого рода была режиссёрская работа Николая Соловьёва... «Неудавшийся спектакль» [по Д. Хармсу] был одной из самых успешных постановок афанасьевского театра и был снят с репертуара [лишь] через тринадцать лет... Хармс в трактовке Соловьёва стал ближе к скоморошеской традиции, к фольклорным «небывальщинам»...

Историк театра, Заслуженный работник культуры РФ Галина Журавлёва о работе Н. А. Соловьёва в театре:

...В течение ряда лет театр [Афанасьева] играл на разных площадках города. Одним из наиболее значимых спектаклей «кочевого» периода стал спектакль «Картотека» Т. Ружевича (1989)... с работой актера Н. Соловьева в роли Героя, человека, растерзанного собственной совестью за прошлое. Работа, открывшая актера, его страстный темперамент, незаурядную личность.

Газета «Новая Сибирь» называет Николая Соловьёва «одним из лучших театральных артистов Новосибирска» в материале, приуроченном к отъезду Соловьёва из города в 2015 году:

За 25 неполных сезонов... Соловьёв сыграл около полусотни ролей, и каждую – на пять с плюсом!.. От игры Соловьёва в восторге столичные критики, ему рукоплещет публика Новосибирска, Петербурга, Самары, Северска, Томска... Факты биографии Соловьёва – для того чтобы отпали последние сомнения: такими артистами не разбрасываются.

Театральный режиссёр Паскаль Лярю (Франция) отмечает исполнение Н. А. Соловьёвым песен Владимира Высоцкого:

Высоцкий — поэт ярости. А Соловьёв — артист ярости. Но темперамент для него не самоцель, это только одно из средств выразить свой драматический суперталант... В очередной раз восхищён его выступлением.